# Guy Achard
Pour les articles homonymes, voir Achard.
Guy Achard, né en 1936, est un latiniste et un historien de l'Antiquité romaine. Professeur émérite à l'université Lyon III, il est spécialiste de rhétorique latine et de sociologie romaine.

## Biographie
Fidèle à la tradition familiale puisque son lointain aïeul, Guillaume Rouville, éditeur et notable lyonnais de la Renaissance,, fut activement engagé dans le mouvement humaniste, Guy Achard, après l'agrégation de lettres et sciences po, a fait sa thèse d’État sur la rhétorique politique cicéronienne. Professeur à Lyon III, puis vice-doyen de la Faculté des lettres et civilisations de 1984 à 1989, il a effectué toute sa carrière dans cette Université jusqu'à l'éméritat auquel il a été nommé en 2004. Il s'est consacré aussi au recrutement des professeurs de lettres, occupant, entre autres, la vice-présidence du jury de l'agrégation de lettres classiques (C.I.) de 1997 à 2000. Directeur à deux reprises du Centre d'études et de recherches sur l'Occident romain (1988-1991 et 1999-2002),, il a étudié la parole — spécialement politique — à Rome ainsi que l'évolution de la société à la fin de la République et sous le Haut-Empire. Tout en publiant des essais dans le domaine moral voire philosophique, il recense dans la communication actuelle, en s'inspirant des classifications antiques, les figures de style et les figures de pensée qui pourraient permettre de décrypter les habiletés des politiques et des media.

## Publications

### Ouvrages
- Pratique rhétorique et idéologie politique dans les discours 'optimates' de Cicéron, Leyde, Pays-Bas, Brill, coll. « Mnémosyne », 1981, 546 p. (ISBN 90-04-06374-9, lire en ligne)
- Guy Achard (Texte établi et traduit par G. A.), « Rhétorique à Herennius », dans Knecht Daniel, L'antiquité classique, vol. 61, Paris, Les Belles Lettres, coll. « Universités de France » (no 1), 1992 (réimpr. 1997, 2003, 2014) (1re éd. 1989), 344 p. (ISBN 2-251-01346-6, présentation en ligne), p. 387-389
- Guy Achard (éd. et direction), La langue des inscriptions latines de la Gaule : actes de la table-ronde tenue au C.É.R.G.R. les 6 et 7 octobre 1988, Université Lyon III, Lyon, Centre d'Études Romaines et Gallo-Romaines (C.E.R.G.R.), 1989, 171 p. (ISBN 2-904974-06-7)
- La Communication à Rome, Paris, Les Belles Lettres, coll. « Realia » (réimpr. 2ème éd. Paris, Payot, coll. de poche, 1994 ; 3ème éd. Paris, Les Belles Lettres, 2006) (1re éd. 1991), 298 p. (ISBN 978-2-251-33821-7 et 2-251-33821-7, BNF 40244118)
- Cicéron : De l'invention, éd. traduction et commentaire, Paris, Les Belles Lettres, coll. des Universités de France, Paris, 1994; 2e éd. 2002; 3e tirage, 2015, 245 p. dont 178 doubles.  (ISBN 2-25101381-4)
- La Femme à Rome, Paris, Presses universitaires de France, coll. « Que sais-je? », 1995, 128 p.; éd. roumaine, Bucarest, Corint, 2004; éd. japonaise, Tokyo, Hakusuisha, 2016,  (ISBN 2-13-046864-0)
- Néron, Paris, Presses universitaires de France, coll. « Que sais-je? », 1995, 128 p.; éd. roumaine, Bucarest, Corint, 2004,  (ISBN 2-13-047286-9)
- Orateur, Auditeurs, Lecteurs. À propos de l'éloquence romaine à la fin de la République et au début du Principat, éd. et direction avec Marie Ledentu, Lyon, coll. du C.E.R.O.R., 2000 117 p.  (ISBN 2-904974-20-2)
- Tite-Live : Histoire romaine, l. XXXIII, éd. traduction et commentaire, Paris, Les Belles Lettres, coll. des Universités de France, 2001, 211 p. dont 70 doubles, et 2 cartes.  (ISBN 2-251-01422-5)
- Parole, media, pouvoir dans l'Occident romain. Hommages offerts au Professeur Guy Achard, rassemblés et édités par Marie Ledentu, Lyon, coll. du C.E.R.O.R. 2007, 535 p.  (ISBN 978-2-904974-32-8)
- La com' au pouvoir, Limoges, éd. Fyp. coll. Présence, 2011, 221 p.  (ISBN 978-2-916571-52-2)
- Dialogues iconoclastes (sous pseudo.), Paris, éd. Godefroy de Bouillon, 2019, 191 p.  (ISBN 978-2-84191-372-5)
- Au pays des Songe-creux, Paris, éd. Godefroy de Bouillon, 2020, 173 p.  (ISBN 978-2-84191-383-1)
- Courir après les fumées... Paris, éd. Godefroy de Bouillon, 2024, 168 p.  (ISBN 978-2-84191-436-4)

### Articles principaux
- "Langage et société : à propos des optimates et des populares", Latomus, Bruxelles, 1982, t. XLI-4, p. 794-800
- "Pourquoi Cicéron a-t-il écrit le De oratore?", Latomus, Bruxelles, 1987, t.XLVI-2, p.318-329
- "L'auteur de la Rhétorique à Herennius?", Revue des Études Latines, Paris, 1987, p. 56-68
- "Le De republica, une candidature déguisée?", Latomus, Bruxelles, 1990, t.XLIX, 2, p. 370-379
- "Les rhéteurs sous la République, des hommes sous surveillance?", Actes du Colloque : Grammaire et rhétorique à Rome, Ktéma, 1989, p. 181-188
- "Le Pro Sestio, un programme conservateur révolutionnaire à l'usage de la jeunesse.", Vita Latina, Paris, 1993, n° 129, p. 14-21
- "Bellum iustum, bellum sceleratum sous la Royauté et sous la République", Bollettino di Studi Latini, Naples, 1994, n° XXIV, p. 474-485
- "Les discours dans la Conjuration de Catilina : une rhétorique nouvelle?", Vita Latina, Paris, 1995, n° 137, p. 21-29
- "Le Bellum ciuile de César : déformation historique ou subtile rhétorique?", Vita Latina, Paris, 1996, n° 141, p. 14-23
- "Les Paradoxa StoIcorum de Cicéron : éloquence ou philosophie?", Revue des Études Latines, Paris, 1999, t. LXXVII, p. 72-96
- "Le sentiment identitaire chez les Romains.", Nouvelle École, Paris, 2012, n° 61, p. 55-63
- "Les mystérieuses lettres de la procession des martyrs à Saint-Apollinaire-le-Neuf de Ravenne", Latomus, Bruxelles, 2018, t. LXXVII-4, p.907-919.